# 马塞林诺·儒尼奥·洛佩斯·阿胡达
马塞林诺·儒尼奥·洛佩斯·阿胡达（Marcelino Junior Lopes Arruda，1989年5月8日—），简称马佐拉（Mazola），是一名巴西职业足球运动员，司职前锋。现在效力于巴西足球丁级联赛球队Caxias。

## 俱乐部生涯
马佐拉于2008年在巴西老牌强队圣保罗开始职业足球生涯，之后先后租借到托莱多科朗尼亚、保利斯塔和瓜拉尼锻炼。2011年，马佐拉租借到日本职业足球联赛球队浦和红钻一个赛季。但他却成为球队的替补球员，整个赛季出场21次，仅有2次首发，进球3个。
2012年2月，马佐拉租借到中国足球超级联赛球队杭州绿城，在为杭州绿城效力的两个赛季中，他累计在中超联赛中出场42次，打入了3个进球。离开绿城后，2014年马佐拉回到圣保罗，但是球队没有他的位置，于是马佐拉被租借到葡萄牙第二级别联赛球队波蒂蒙尼斯。
2016年冬窗轉會期，馬佐拉轉會至中甲聯賽的貴州智誠，在2016年中国足球甲级联赛中馬佐拉出場28次，攻入14球，為球隊衝超成功的關鍵人物。